# Osowlany (obwód grodzieński)
Osowlany (biał. Асаўляны; ros. Осовляны) – wieś na Białorusi, w obwodzie grodzieńskim, w rejonie mostowskim, w sielsowiecie Mosty.
W dwudziestoleciu międzywojennym leżały w Polsce, w województwie białostockim, w powiecie wołkowyskim, w gminie Piaski.